# Yūichi Komano
Yūichi Komano (jap. 駒野 友一 Komano Yūichi; * 25. Juli 1981 in Kainan) ist ein japanischer Fußballspieler.

## Karriere

### Verein
Komano begann mit dem Fußballspielen beim Ono JFC und der Kainan No.3 Junior High School. Nach dem Tod seines Vaters setzte er es sich zum Ziel eines Tages in der J. League sowie für die Samurai Blue – die japanische Nationalmannschaft – zu spielen. Er war in seiner Jugend ein vielversprechendes Talent und wurde von Klubs wie Gamba Osaka, JEF United Ichihara und Sanfrecce Hiroshima umworben, zu denen er während seiner Juniorenzeit noch wechselte und seit 2000 zum J.-League-Kader des Vereins gehörte. Seit 2001 ist er in Hiroshima Stammspieler in der Abwehr bzw. im defensiven Mittelfeld und blieb dem Verein auch im Zweitligajahr 2003 treu, in dem der sofortige Wiederaufstieg gelang. Seine Anfangszeit war von Verletzungen geprägt. 2003 erlitt er einen Bänderschaden, und im Jahr darauf brach er sich beim olympischen Fußballturnier das Schlüsselbein, konnte sich jedoch jedes Mal zurückkämpfen.
Im Jahr 2008 wechselte er zu Júbilo Iwata, bei dem sich der durch Schnelligkeit, Wachsamkeit und Zweikampfstärke sowie durch sein solides Passspiel auszeichnende Verteidiger zu einem Schlüsselspieler der Mannschaft entwickelte.

### Nationalmannschaft
Ebenso beständig wie im Verein spielt Yūichi Komano auch in den Auswahlmannschaften Japans. 1999 und 2001 spielte er in bei den Juniorenweltmeisterschaften in den jeweiligen Teams seiner Altersklasse. 2004 nahm er mit der japanischen U23 an den Olympischen Spielen in Athen teil. Und seit 3. August 2005 spielt er in der japanischen A-Nationalmannschaft. Zwar war er noch nicht in der Qualifikation zur Fußball-Weltmeisterschaft 2006 in Deutschland dabei, in der Vorbereitungsphase stieß er jedoch zum WM-Aufgebot und kam in Deutschland einmal über 90 Minuten zum Einsatz.
Im Achtelfinale der WM 2010 verschoss er im Elfmeterschießen gegen Paraguay den entscheidenden Elfmeter.

## Erfolge
- Aufstieg in die J1 League 2003

| Titel & Saison                | Titel & Saison | Titel & Saison |
| ----------------------------- | -------------- | -------------- |
| WM-Teilnehmer                 |                |                |
| 2010                          |                | Japan          |
| 2006                          |                | Japan          |
| Olympiateilnehmer             |                |                |
| 04/05                         |                | Japan Olympia  |
| Asienmeisterschaftsteilnehmer |                |                |
| 2008                          |                | Japan          |
| U20-WM-Teilnehmer             |                |                |
| 2001                          |                | Japan U20      |
| Japanischer Ligapokalsieger   |                |                |
| 2010                          |                | Júbilo Iwata   |
| J. League Best XI             |                |                |
| 2012                          |                | Júbilo Iwata   |